# キャット島
キャット島（英語: Cat Island）はバハマの県である。県都はバイト（The Bight）。

## 隣接行政区画
- サウス・エルーサラ
- サン・サルバドル島
- ラム・キー

## 交通
- ニュー・バイト空港（英語版）
- アーサーズ・タウン空港（英語版）